# Leonardo Montoya
Leonardo Montoya (Medellín, 1 de mayo de 1972) es un artista colomboestadounidense de técnicas mixtas. Sus obras combinan elementos que mezclan realidad y fantasía, y exploran temas como la diversidad cultural, la igualdad de género, la migración y el empoderamiento femenino.

## Carrera
Montoya comenzó su trayectoria artística a los doce años de edad, matriculándose en la Escuela de Bellas Artes Eladio Vélez en 1985 mientras completaba sus estudios de secundaria. Apenas un año después de graduarse, en 1991, realizó su primera exposición.
En 1992, Montoya recibió su primer encargo para realizar un mural en el Cine Las Américas de Medellín, obra que aún se exhibe allí.Entre 1991 y 1994, se publicaron varios dibujos suyos en El Colombiano, un periódico local. En 1994, regresó a la Escuela de Bellas Artes Eladio Vélez para estudiar publicidad y fotografía durante cuatro años.
Montoya enseñó arte en la Academia Nacional de Artes de Medellín de 1995 a 1996 y fue ilustrador de libros de medicina para la Universidad de Antioquia. En 2010, estudió dibujo clásico en la Grand Central Academy of Art de Nueva York con instructores como Jon de Martin y Scott Waddell. Montoya inició una secuencia de exposiciones para su colección "Diva" en 2015, que mostraba a celebridades femeninas y el empoderamiento de la mujer.

## Obra
Las creaciones del artista pueden describirse como figurativas, con elementos que mezclan realidad y fantasía, inspiradas en el movimiento artístico Retro. Sus obras se caracterizan por una cierta cualidad nostálgica, teñida de cinismo y desapego. Habiendo crecido en el seno de una comunidad afectuosa de mujeres, desarrolló un profundo aprecio por ellas que se refleja inequívocamente en su arte. Sus obras exploran a menudo temas como la diversidad cultural, la igualdad de género, la migración y el empoderamiento femenino.

## Exhibiciones
Leonardo Montoya realizó su primera exhibición en el año 1991 en su ciudad natal, Medellín. 
En 2015, presentó por primera vez su colección "Diva" en el Sur de la Florida, una serie de pinturas con técnicas mixtas que retratan figuras femeninas y resaltan su carácter a través del uso de colores vibrantes.
En 2018 participó en el Contemporary Venice en Italia, la que sería su primera presentación en Europa con obras inspiradas en la fortaleza del hombre y su capacidad de resiliencia.
También, fue artista invitado en el Ras Al Khaimah Fine Arts Festival (RAKFAF), en Dubái, en sus ediciones 2018, 2019 y 2021. En el 2018 recibe el premio de "Artista del año" de este festival.
Montoya formó parte de "Men Painting Women", una exhibición curada por el artista Robert Shirk, que se llevó a cabo en agosto y septiembre de 2022 en el Art League de Daytona Beach y luego de enero a marzo de 2023 en el Bailey Contemporary Arts Center. Esta exhibición contó también con el trabajo de otros artistas de renombre como Weldon Ryan, Herbie Martin y Wilson Romero, quienes en sus diferentes estilos retratan la fuerza y el dinamismo de la mujer.
En septiembre del año 2023 participó en la exposición Viva Fort Lauderdale organizada por History Fort Lauderdale como parte de las celebraciones del Mes de la Herencia Hispana.Ese mismo año presentó una exhibición individual en el Pompano Beach Cultural Center, en Florida, durante los meses de septiembre a diciembre. En esta exhibición, Leonardo explora a través de retratos, desarrollados con técnicas mixtas sobre lienzo, los desafíos y recompensas de la migración.
Entre los meses de septiembre y octubre de 2024, vuelve a unirse a la exposición VIVA Fort Lauderdale: Celebrating Hispanic Art and Culture junto a otros artistas locales. Los colores vibrantes y materiales mixtos fueron el hilo conductor de esta exhibición, en la que el artista presentó obras centradas en el empoderamiento de las mujeres. 

## Premios
- 2018 - Artista del año en el Festival Ras Al Khaimah Fine Arts 2018[1][15]